# مايكل باتريك فلاناغان
مايكل باتريك فلاناغان (بالإنجليزية: Michael Patrick Flanagan)‏ (ولد في 9 نوفمبر 1962 في شيكاغو، إلينوي، الولايات المتحدة) نقيب سابق في جيش الولايات المتحدة ومحام ممارس وسياسي جمهوري من شيكاغو بولاية إلينوي.
يشتهر فلاناغان بفوزه على رئيس لجنة مجلس الولايات المتحدة المعنية بالطرق والوسائل في مجلس النواب دان روستينكوفسكي في انتخابات منتصف المدة في الولايات المتحدة عام 1994. كان من بين أربعة وخمسين انتصارا جمهوريا في مجلس النواب الذي سمح للحزب بالسيطرة على كامل مجلس النواب كجزء من ثورة الجمهوريين.
شارك في حرب الخليج الثانية من 1990 إلى 1991.